# Вусач хатній
Вуса́ч ха́тній (Hylotrupes Audinet-Serville, 1834) — рід жуків з родини вусачів, єдиний у трибі Hylotrupini. 
Відомий 1 сучасний вид — Вусач хатній сірий (Hylotrupes bajulus (Linnaeus, 1758). Також до роду відносять один викопний вид.